# Єжи Новак
Єжи Новак (пол. Jerzy Nowak; 20 червня 1923, Бжесько, Польща — 26 березня 2013, Варшава, Польща) — польський актор театру, кіно, радіо і телебачення, театральний педагог.

## Біографія
Народився в місті Бжесько. Під час Другої світової війни був партизаном. Акторську освіту здобув у Державній вищій театральній школі в Кракові, яку закінчив в 1948 році. Дебютував на театральній сцені в 1948 році. Був актором театрів у Кракові і Катовиці. Грав у спектаклях «театру телебачення» (в 1966—2006 рр.) і в передачах «театру Польського радіо». У 1960—1965 роках працював викладачем Державної вищої театральної школи в Кракові.
Помер в 2013 році у Варшаві, похований на Раковицькому кладовищі в Кракові.

## Вибрана фільмографія
- 1955 — Podhale w ogniu
- 1959 — Орел / Orzeł
- 1959 — Місце на землі / Miejsce na ziemi
- 1960 — Рік перший / Rok pierwszy
- 1961 — Квітень / Kwiecień
- 1964 — Кінець нашого світу / Koniec naszego świata
- 1965 — Ленін у Польщі / Lenin w Polsce
- 1966 — Повний вперед! / Cała naprzód
- 1968 — Ставка більша за життя / Stawka większa niż życie (тільки в 10-ій серії)
- 1969 — Що у людини всередині / Co jest w człowieku w środku
- 1972 — Коперник / Kopernik
- 1973 — Чорні хмари / Czarne chmury
- 1974 — Земля обітована / Ziemia obiecana
- 1974 — Найважливіший день життя / Najważniejszy dzień życia (тільки в 6-ій серії)
- 1976 — Лозунг / Hasło
- 1976 — Польські шляхи / Polskie drogi
- 1979 — Форпост / Placówka
- 1979 — Таємниця Енігми / Sekret Enigmy
- 1979 — Кінолюбитель / Amator
- 1979 — Шанс / Szansa
- 1983 — Скринька із Гонконга / Szkatułka z Hongkongu
- 1984 — Рік спокійного сонця / Rok spokojnego słońca
- 1985 — Медіум / Medium
- 1988 — Де б не був… / Wherever You Are…
- 1988 — Алхімік / Alchemik
- 1989 — Лава / Lawa
- 1989 — Капітал, або Як заробити гроші у Польщі / Kapitał, czyli jak zrobić pieniądze w Polsce
- 1992 — Ескадрон / Szwadron
- 1993 — Список Шиндлера / Schindler's List
- 1994 — Три кольори: Білий / Trois couleurs: Blanc
- 1997 — Любовні історії[pl] / Historie milosne
- 1997 — Брат нашого Бога / Brat naszego Boga
- 2001 — Камо грядеши / Quo vadis
- 2001 — Евкаліпт / Eucalyptus
- 2002 — Відьмак / Wiedźmin
- 2008 — Царапина / Rysa

## Нагороди
- 1964 — Партизанський Хрест.
- 1971 — Золотий Хрест Заслуги (Польща).
- 1993 — Нагорода за роль, XVIII Опольське театральне зіставлення.
- 2008 — Золота медаль «За заслуги в культурі Gloria Artis».